# North Salt Lake
North Salt Lake est une municipalité américaine située dans le comté de Davis en Utah. Lors du recensement de 2010, sa population est de 16 322 habitants.

## Géographie
North Salt Lake est située au nord de Salt Lake City.
La municipalité s'étend sur 8,59 milles carrés (22,25 km2), dont 0,07 milles carrés (0,18 km2) d'étendues d'eau.

## Histoire
La municipalité de North Salt Lake est créée en 1946, dans un contexte de lutte pour le contrôle de l'eau.

## Démographie
La population de North Salt Lake est estimée à 20 507 habitants au 1er juillet 2017.
| Groupe            | North Salt Lake (2016) | Utah (2017) | États-Unis (2017) |
| ----------------- | ---------------------- | ----------- | ----------------- |
| Blancs            | 81,1                   | 90,9        | 76,6              |
| Métis             | 5,0                    | 2,5         | 2,7               |
| Asiatiques        | 3,1                    | 2,6         | 5,8               |
| Océano-Américains | 2,3                    | 1,0         | 0,2               |
| Amérindiens       | 0,8                    | 1,5         | 1,3               |
| Afro-Américains   | 0,3                    | 1,4         | 13,4              |
|                   |                        |             |                   |
| Hispaniques       | 13,5                   | 7,0         | 18,1              |

Le revenu par habitant était en moyenne de 30 451 dollars par an entre 2012 et 2016, supérieur à la moyenne de l'Utah (25 600 dollars) et la moyenne nationale (29 829 dollars). Sur cette même période, 9,2 % des habitants de North Salt Lake vivaient sous le seuil de pauvreté (contre 10,2 % dans l'État et 12,7 % à l'échelle des États-Unis).